# 15462 Stumegan
15462 Stumegan è un asteroide della fascia principale. Scoperto nel 1999, presenta un'orbita caratterizzata da un semiasse maggiore pari a 2,8483260 UA e da un'eccentricità di 0,0400484, inclinata di 1,09058° rispetto all'eclittica.